# 展能就業科
展能就業科（英語：Selective Placement Division），是香港勞工處的分科，為殘疾人士及僱主提供就業及招聘服務。該科的服務對象包括視障、聽障、肢體傷殘、長期病患者、自閉症、智障、精神病康復者、特殊學習困難人士及注意力不足/過度活躍症人士。
該科的目標是促進殘疾人士的公開就業。它協助殘疾人士找尋適合自己的能力、學歷、技能及經驗的工作崗位，使他們能融入社會，自力更生。

## 職責
展能就業科的工作包括以下方面:
1. 為求職者提供最新的勞工市場資訊。通過就業輔導，協助求職者了解自身的工作能力，並根據市場需求，尋找合適的工作機會。
2. 根據職位空缺的性質及要求，將合適的求職者推薦給僱主，並安排雙方會面。
3. 提供跟進服務，了解殘疾僱員的工作進展，以促進僱傭雙方的合作關係。
4. 舉辦各種公眾教育及推廣活動，讓公眾認識殘疾人士的工作能力，建立正面的態度。這些活動包括研討會、講座、展覽會，以及製作電視/電台節目、錄影帶、通訊、小冊子和宣傳單張等。

## 流程
為協助適合公開就業的殘疾人士求職，展能就業科向他們提供切合個人需要的就業服務。這些服務包括就業輔導、提供勞工市場的最新資訊、安排工作選配，以及入職後的跟進等。
勞工事務主任指出，在提供服務時，他們必須先了解服務使用者的心理狀態及需要，然後因應不同個案，提供適切的協助。
登記服務後，展能就業科會安排就業主任與他們進行面談。在面談中，就業主任會了解服務使用者的背景，包括工作經驗、技能、學歷等資料，並了解他們的求職意向。
根據個人需要，就業主任會提供就業輔導、協助就業選配，甚至陪同他們參與面試。她指出，就業主任必須與服務使用者建立良好的互動關係，進一步了解他們的心理狀態。

## 爭議

### 職員態度草率
在2009年，展能就業科的職員，竟然沒有留意到李菁已經離世的消息。在她去世的第五十四天，他們居然給李菁家中寄信，要求她去面試。
事件令李菁父親心痛，也勾起了一些不快的回憶。李父說:「無論是哪些狗屎一樣的垃圾工作，他們都叫我女兒去面試。有時反而被僱主問『這份工作需要接聽電話，但你女兒是聾的，怎麼聽得懂?』，搞得我女兒難堪不已。面試失敗，讓她更加絕望。」

### 就業支援不足
在2014年，不少高學歷的聽障人士投身職場，卻面臨重重困難。有大專程度的聽障畢業生表示，即使畢業一年，仍未能覓得工作。有立法會議員認為，勞工處對高學歷殘障人士的就業支援不足。有聽障生曾求助勞工處的展能就業科，但認為所提供的工種不太適合，故需要求助社福機構「龍耳」協助尋找工作。
立法會議員鄧家彪認為，政府應該加強針對高學歷殘疾人士的就業支援。他建議政府應帶頭多聘用殘疾人士，並與社會企業加強合作，以促進殘疾人士的就業。

### 支援交差了事
在2018年，時任立法會議員邵家臻指出，政府過於著眼於殘疾人士是否獲得聘用，卻沒有考慮相關的配套措施。他又批評政府並未能帶頭聘請殘疾人士，並建議可參考新加坡的做法，鼓勵私人企業聘請殘疾人士，同時需要安排人手跟進其工作表現及工作感受。

### 工作錯配轉介慢
在2019年，審計報告指出，勞工處為殘疾求職者直接轉介就業的數字偏低，由2014年的約80%下降至2018年的約66%。在此期間，近半數的登記個案未能在1年內獲聘。審計報告因此認為，勞工處未能盡力協助殘疾人士就業。

## 外部連結
- 勞工處展能就業科網頁 （页面存档备份，存于）
- 勞工處展能就業科YouTube頻道